# Христианство в Парагвае
Христианство в Парагвае — самая распространённая религия в стране.
По данным исследовательского центра Pew Research Center в 2010 году в Парагвае проживало 6,26 млн христиан, которые составляли 96,9 % населения этой страны. Энциклопедия «Религии мира» Дж. Г. Мелтона оценивает долю христиан в 2010 году в 95,4 % (6,16 млн).
Крупнейшим направлением христианства в стране является католицизм. В 2000 году в Парагвае действовало 2,5 христианских церквей и мест богослужения, принадлежащих 102 различным христианским деноминациям.
Помимо парагвайцев, христианство исповедуют живущие в стране латиноамериканцы, немцы, украинцы, итальянцы, португальцы, американцы и греки. В христианство были обращены местные народы — ленгуа, гуарани, большинство санапана, айорео и аче. Немало христиан и среди чулупи, пай-тавитера, чамококо и мака однако большинство представителей этих народов по прежнему исповедуют местные традиционные верования.
Ни одна из национальных церквей Парагвая не представлена во Всемирном совете церквей. При этом, консервативные евангельские христиане сотрудничают вместе в Ассоциации пасторов Парагвая, связанной со Всемирным евангельским альянсом.